# Spálený vrch
Spálený vrch (německy Brand), 1313 m, je vrchol v Keprnické hornatině, součásti Hrubého Jeseníku. V podstatě jde o předvrchol v rozsoše Vozky. Na vrchol nevede turistická značená cesta, těsně pod vrcholem však prochází široká lesní cesta.

## Vrcholy
Podle autorů projektu Tisícovky Čech, Moravy a Slezska je Spálený vrch dvojvrchol. Oba vrcholy jsou téměř stejně vysoké, vzdálené od sebe asi 400 metrů a oddělené jen 5 metrů hlubokým sedlem.
- Spálený vrch - SV vrchol (1313,2[1] m, souřadnice 50°8′46″ s. š., 17°6′55″ v. d.) – hlavní vrchol, na většině map nepojmenovaný, přestože je o decimetr vyšší.
- Spálený vrch (1313,1[1] m, souřadnice 50°8′38″ s. š., 17°6′40″ v. d.) – vedlejší vrchol, vzdálený 400 m jihozápadně od hlavního. Na vrcholu je geodetický bod, v sedle směrem na Vozku stojí chata Pod Vozkou (Furmanka).